# Onuphis veleronis
Onuphis veleronis är en ringmaskart som beskrevs av Kristian Fauchald 1980. Onuphis veleronis ingår i släktet Onuphis och familjen Onuphidae. Inga underarter finns listade i Catalogue of Life.